# كونراد إتش. فريد
كونراد هيرمان هاينريخ كريست (بالألمانية: Konrad Hermann Heinrich Christ) (و. 1833 – 1933 م) هو عالم نبات، وسرخسياتي، وسياسي، وسكرتير المحكمة ‏، ومحامي، وكاتب عدل سويسري، ولد في بازل، وكان عضوًا في الأكاديمية الألمانية للعلوم ليوبولدينا، توفي في ريهين، عن عمر يناهز 100 عاماً.

## التعليم
تعلم في جامعة بازل.

## جوائز
حصل على جوائز منها:
- الدكتوراه الفخرية من جامعة بازل
- الدكتوراة الفخرية من جامعة جنيف.